# L'extraordinari viatge de T. S. Spivet
L'extraordinari viatge de T. S. Spivet (títol original en francès: L'Extravagant voyage du jeune et prodigieux T. S. Spivet) és una pel·lícula d'aventures de 2013 dirigida per Jean-Pierre Jeunet, coproduïda pel Canadà i França i protagonitzada pel jove actor Kyle Catlett que està acompanyat per Helena Bonham Carter i Judy Davis. La pel·lícula està basada en la novel·la The Selected Works of T.S. Spivet de Reif Larsen. Aquesta pel·lícula ha estat doblada al català.

## Argument
T.S. Spivet és un noi de dotze anys molt llest que viu a un ranxo de Montana amb la seva excèntrica família, un pare que és cowboy i una mare que és científica. Des de sempre ha tingut especial interès per la cartografia. Així, quan li notifiquen que ha aconseguit que una prestigiosa institució científica li concedeixi un premi pel seu talent, decideix fer les maletes i deixar secretament el seu ranxo per anar-lo a recollir. Tanmateix, per arribar al Smithsonian Institution on se celebra l'acte abans haurà de creuar tot el país en tren.

## Repartiment
- Helena Bonham Carter: Dra. Clair
- Judy Davis: G.H. Jibsen
- Kyle Catlett: T. S. Spivet
- Jakob Davies: Layton
- Niamh Wilson: Gracie
- Callum Keith Rennie: Pare
- Dominique Pinon: Dos núvols

## Premis i nominacions

### Nominacions
- 2014: César a la millor fotografia per Thomas Hardmeier i Epithète Films